# Saxão antigo
O antigo saxão, também conhecido como baixo alemão antigo é a mais antiga forma registrada do baixo alemão, documentada do século IX ao século XII, quando evoluiu para o saxão médio. Era falado na costa noroeste da Alemanha e na Dinamarca pelos saxões. É muito próximo do anglo-frisão antigo (frisão antigo, inglês antigo), parcialmente participando da lei da consoante construtiva nasal ingvaeônica, para o holandês antigo e para o alto alemão antigo.
Apenas uns poucos textos sobreviveram. Predominantemente nos juramentos batismais os saxões eram requeridos para se apresentar a pedido de Carlos Magno. O único texto literário preservado é o Heliand.
- Heliand
- Fragmento do livro de Gênesis
- Trierer Blutsegen
- Wurmsegen
- Spurihalz
- Juramento batismal em antigo saxão
- Comentário dos Salmos
- Penitenciário
- Homilia de Beda
- Credo
- Essener Heberegister